# 뤄장구 (취안저우시)

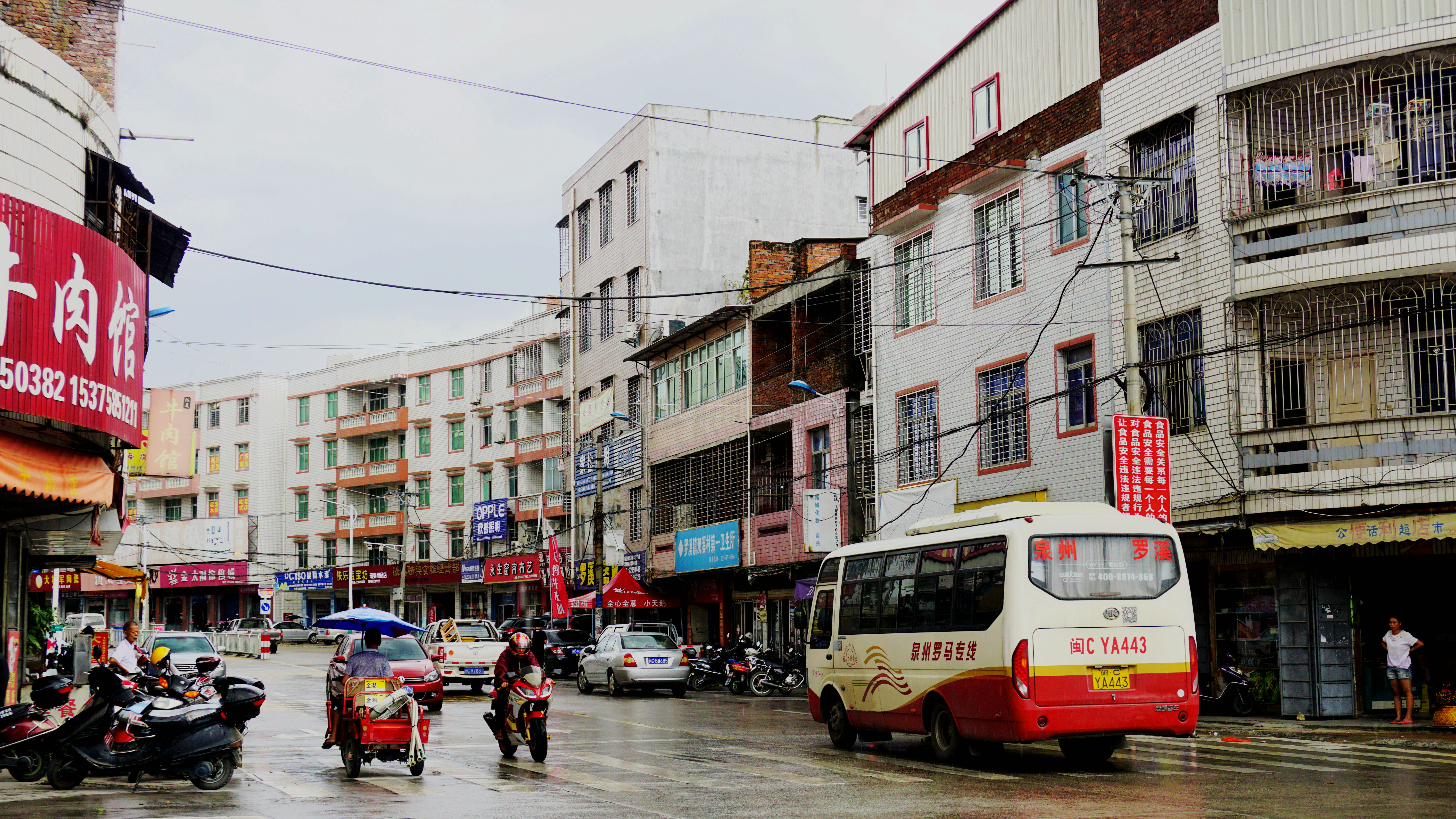

뤄장구(한국어: 낙강구, 중국어: 洛江区, 병음: Luòjiāng Qū)는 중화인민공화국 푸젠성 취안저우시의 현급 행정 구역이다. 넓이는 382km2이고, 인구는 2007년 기준으로 180,000명이다.

## 행정 구역
2개 가도, 3개 진, 1개 향을 관할한다.
- 가도: 만안 가도(萬安街道), 쌍양 가도(雙陽街道).
- 진: 나계진(羅溪鎭), 마갑진(馬甲鎭), 하시진(河市鎭).
- 향: 홍산향(虹山鄕).